# Kypello Ellados 1978-1979
La Coppa di Grecia 1978-1979 è stata la 37ª edizione del torneo. La competizione è terminata il 9 giugno 1979. Il Paniōnios ha vinto il trofeo per la prima volta, battendo in finale l'AEK Atene.

## Primo turno
| Squadra 1           | Risultato    | Squadra 2             |
| ------------------- | ------------ | --------------------- |
| Panachaïkī          | 3 – 0        | GAS Veria             |
| Arīs Salonicco      | 3 – 2        | Makedonikos           |
| Korinthos           | 1 – 0        | Irodotos              |
| Kallithea           | 3 – 1        | PAS Giannina          |
| Agrotikos Asteras   | 1 – 0        | AO Chania             |
| Skoda Xanthi        | 2 – 0 a tav. | Anagennisi Arta       |
| PAOK                | 2 – 1        | Panelefsiniakos       |
| Īlisiakos           | 0 – 1        | Olympiacos            |
| Anagennīsī Karditsa | 0 – 2        | Rodos                 |
| Atromītos           | 4 – 1        | Apollōn Kalamarias    |
| Ethnikos Pireo      | 3 – 1 (dts)  | Olympiakos Liosia     |
| AEK Atene           | 4 – 0        | Kavala                |
| Panarkadikos        | 0 – 1        | OFI Creta             |
| Ethnikos Asteras    | 0 – 2        | Nikī Volo             |
| Fostiras            | 2 – 0        | Ionikos               |
| Paniōnios           | 3 – 1        | Olympiakos Loutraki   |
| Egaleo              | 3 – 2        | Larissa               |
| Trikala             | 4 – 3        | Makedonikos Siatistas |
| Edessaïkos          | 3 – 2 (dts)  | Anagennīsī Giannitsa  |
| Almopos Arideas     | 3 – 0        | Olympiakos Volos      |
| Apollōn Smyrnīs     | 2 – 0        | Panserraïkos          |
| Drapetsona          | 0 – 2        | Īraklīs               |
| Chalkis             | 2 – 0        | Lamia                 |
| Kilkisiakos         | 2 – 3 (dts)  | Acharnaïkos           |
| Anagennīsī Epanomī  | 1 – 0        | Panaitōlikos          |
| Naoussa             | 1 – 2        | Doxa Dramas           |
| Panathīnaïkos       | 3 – 1        | Pierikos              |
| Proodeftikī         | 4 – 1        | Kastoria              |
| Karditsa            | 1 – 0        | Levadeiakos           |

## Secondo turno
| Squadra 1          | Risultato         | Squadra 2         |
| ------------------ | ----------------- | ----------------- |
| Apollōn Smyrnīs    | 2 – 0             | Egaleo            |
| Paniōnios          | 3 – 2 (dts)       | Edessaïkos        |
| AEK Atene          | 4 – 0             | Proodeftikī       |
| Trikala            | 1 – 0             | Atromītos         |
| Kallithea          | 6 – 1             | Skoda Xanthi      |
| OFI Creta          | 2 – 3             | Panathīnaïkos     |
| Karditsa           | 1 – 0 (dts)       | Chalkis           |
| Korinthos          | 1 – 2             | Doxa Dramas       |
| Īraklīs            | 1 – 1 (4 – 5 dtr) | Arīs Salonicco    |
| Anagennīsī Epanomī | 1 – 0             | Nikī Volo         |
| Ethnikos Pireo     | 0 – 1             | Olympiacos        |
| Almopos Arideas    | 2 – 1             | Agrotikos Asteras |
| Fostiras           | 2 – 1 (dts)       | Rodos             |

Passano automaticamente il turno:
| Squadre     |
| ----------- |
| PAOK        |
| Panachaïkī  |
| Acharnaïkos |

## Ottavi di finale
| Squadra 1          | Risultato         | Squadra 2       |
| ------------------ | ----------------- | --------------- |
| Arīs Salonicco     | 0 – 0 (5 – 4 dtr) | Panathīnaïkos   |
| Karditsa           | 1 – 2 (dts)       | Panachaïkī      |
| Anagennīsī Epanomī | 1 – 0 (dts)       | Trikala         |
| AEK Atene          | 4 – 0             | Acharnaïkos     |
| Olympiacos         | 2 – 2 (6 – 5 dtr) | PAOK            |
| Kallithea          | 1 – 0 (dts)       | Apollōn Smyrnīs |
| Paniōnios          | 1 – 0             | Almopos Arideas |
| Fostiras           | 0 – 0 (3 – 1 dtr) | Doxa Dramas     |

## Quarti di finale
| Squadra 1          | Totale      | Squadra 2  | Andata | Ritorno     |
| ------------------ | ----------- | ---------- | ------ | ----------- |
| Fostiras           | 4 - 5       | Olympiacos | 2 - 2  | 2 - 3 (dts) |
| Anagennīsī Epanomī | 1 - 3       | AEK Atene  | 1 - 1  | 0 - 2       |
| Kallithea          | 2 - 2 (gfc) | Panachaïkī | 2 - 1  | 0 - 1       |
| Arīs Salonicco     | 6 - 7       | Paniōnios  | 5 - 2  | 1 - 5       |

## Semifinali
| Squadra 1  | Totale      | Squadra 2  | Andata | Ritorno |
| ---------- | ----------- | ---------- | ------ | ------- |
| Panachaïkī | 4 - 7       | AEK Atene  | 3 - 2  | 1 - 5   |
| Paniōnios  | 4 - 4 (gfc) | Olympiacos | 2 - 1  | 2 - 3   |

## Finale
| Arbitro: | Nikos Lagogiannis (Il Pireo) |

|                                           |           |                 |
| Anastopoulos 51’ Lima 67’ Pathiakakis 84’ | Marcatori | 3’ Konstantinou |